# Jake Bean
Jake Bean, född 9 juni 1998, är en kanadensisk professionell ishockeyback.
Bean spelar för Columbus Blue Jackets i NHL.
Han har tidigare spelat på NHL-nivå för Carolina Hurricanes och på lägre nivåer för Charlotte Checkers i AHL, Calgary Hitmen och Tri-City Americans i Western Hockey League (WHL).
Bean draftades i första rundan i 2016 års draft av Carolina Hurricanes som 13:e spelare totalt.

## Statistik
| 2014–2015  | Calgary Hitmen      | WHL        | 51  | 5  | 34  | 39  | 2  | 7  | 2 | 4  | 6  | 0 |
| 2015–2016  | Calgary Hitmen      | WHL        | 68  | 24 | 40  | 64  | 28 | 5  | 0 | 2  | 2  | 2 |
| 2016–2017  | Calgary Hitmen      | WHL        | 43  | 8  | 37  | 45  | 14 | 4  | 0 | 2  | 2  | 0 |
| 2017–2018  | Calgary Hitmen      | WHL        | 25  | 5  | 22  | 27  | 12 | —  | — | —  | —  | — |
|            | Tri-City Americans  | WHL        | 32  | 7  | 14  | 21  | 10 | 14 | 1 | 17 | 18 | 2 |
|            | Charlotte Checkers  | AHL        | —   | —  | —   | —   | —  | 1  | 0 | 0  | 0  | 0 |
| 2018–2019  | Carolina Hurricanes | NHL        | 2   | 0  | 0   | 0   | 2  | —  | — | —  | —  | — |
|            | Charlotte Checkers  | AHL        | 21  | 3  | 8   | 11  | 16 | —  | — | —  | —  | — |
| NHL totalt | NHL totalt          | NHL totalt | 2   | 0  | 0   | 0   | 2  | —  | — | —  | —  | — |
| AHL totalt | AHL totalt          | AHL totalt | 21  | 3  | 8   | 11  | 16 | 1  | 0 | 0  | 0  | 0 |
| WHL totalt | WHL totalt          | WHL totalt | 219 | 49 | 147 | 196 | 66 | 30 | 3 | 25 | 28 | 4 |

### Internationellt
| Källa: Uppdaterad: 2018-12-01 | Källa: Uppdaterad: 2018-12-01 | Källa: Uppdaterad: 2018-12-01 |         | Utv = Utvisningsminuter | Utv = Utvisningsminuter | Utv = Utvisningsminuter | Utv = Utvisningsminuter | Utv = Utvisningsminuter |
| År                            | Lag                           | Mästerskap                    | Matcher | Mål                     | Assists                 | Poäng                   | Utv                     |                         |
| ----------------------------- | ----------------------------- | ----------------------------- | ------- | ----------------------- | ----------------------- | ----------------------- | ----------------------- | ----------------------- |
| 2015                          | Kanada                        | Ivan Hlinka                   | 4       | 0                       | 1                       | 1                       | 4                       |                         |
| 2017                          | Kanada                        | JVM                           | 7       | 0                       | 2                       | 2                       | 2                       |                         |
| 2018                          | Kanada                        | JVM                           | 7       | 0                       | 3                       | 3                       | 0                       |                         |
| Junior totalt                 | Junior totalt                 | Junior totalt                 | 18      | 0                       | 6                       | 6                       | 6                       |                         |